# Ericeia aliena
Ericeia aliena là một loài bướm đêm trong họ Erebidae.